# Menologium rusticum
Ne pas confondre avec le ménologe dans les églises orientales
Un Menologium rusticum est un document épigraphique romain présentant mois par mois à l'usage des agriculteurs un certain nombre de renseignements plus ou moins directement utiles à leur activité. Deux de ces ménologes ont été découverts à Rome au XVIe siècle : le Menologium rusticum Vallense, aujourd'hui perdu, et le Menologium rusticum Colotianum, découvert par Angelo Colocci (it) (1474-1549) et aujourd'hui conservé au Musée archéologique national de Naples.
Les deux inscriptions présentent de nombreux points communs. Elles sont contemporaines du règne d'Auguste ou postérieures, puisque le nom du mois d'août (mensis avgvst) y figure sous cette forme, mais elles remontent certainement à un archétype plus ancien.

## LeMenologium rusticum Colotianum
Le ménologe découvert par Colocci à Rome, au Champ de Mars, au 16e siècle est gravé en colonnes sur les quatre faces latérales d'un autel de forme cubique en marbre, à raison de trois mois par côté. Chacune des colonnes comporte, de haut en bas :
- un signe du zodiaque (symbole) ;
- le nom du mois ;
- le nombre de jours du mois ;
- le jour où tombent les nones[3] ;
- le nombre d'heures de jour (dies), suivi du nombre d'heures de nuit (nox) ;
- le nom du signe du zodiaque par lequel passe le soleil ;
- la divinité tutélaire (tutela) du mois ;
- les tâches agricoles du mois ;
- les principales fêtes religieuses du mois.

Gellerie de Menologium Rusticum Colotianum (CIL VI 2305=EDR 143318)

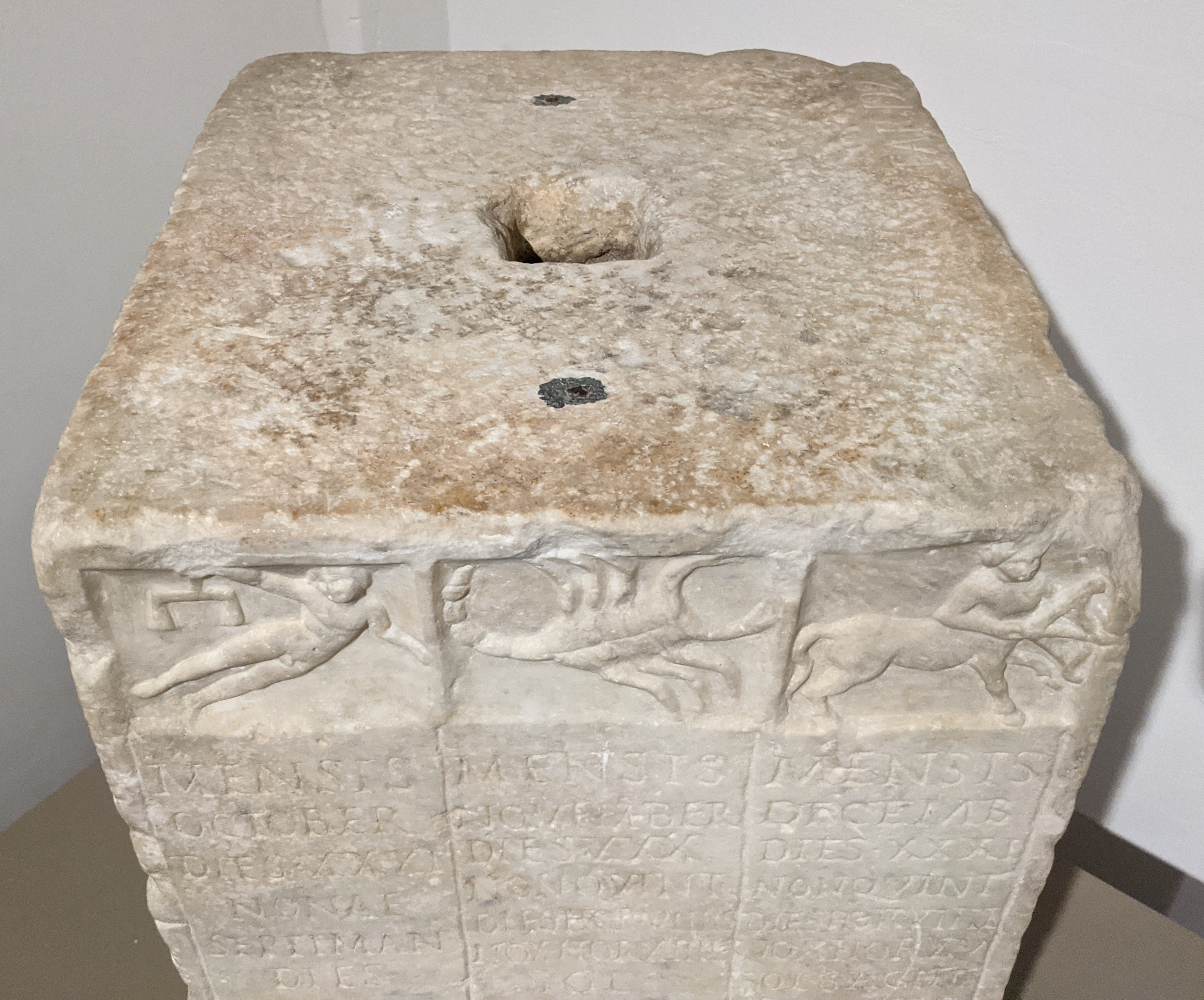
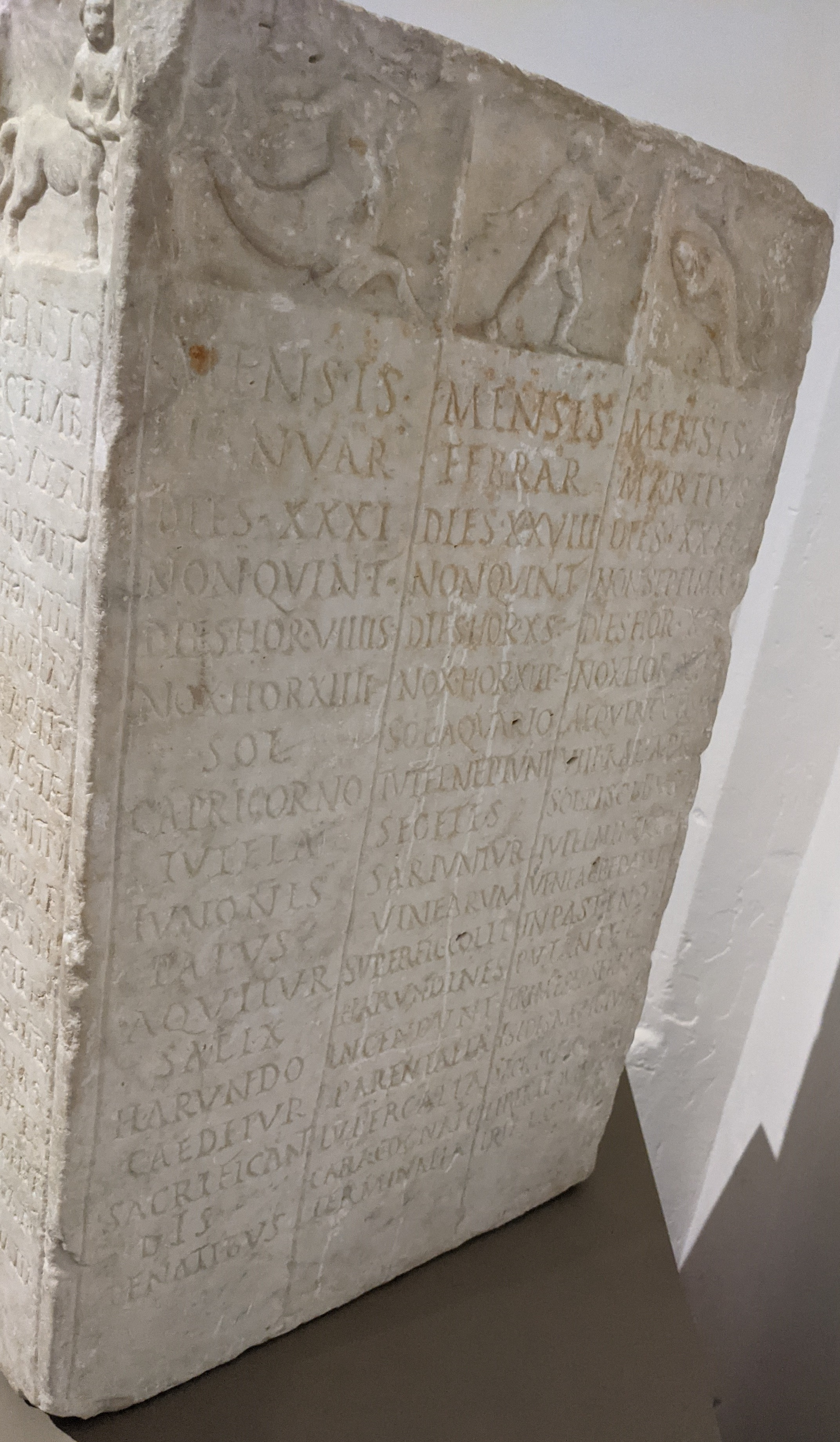
Ian-Mar
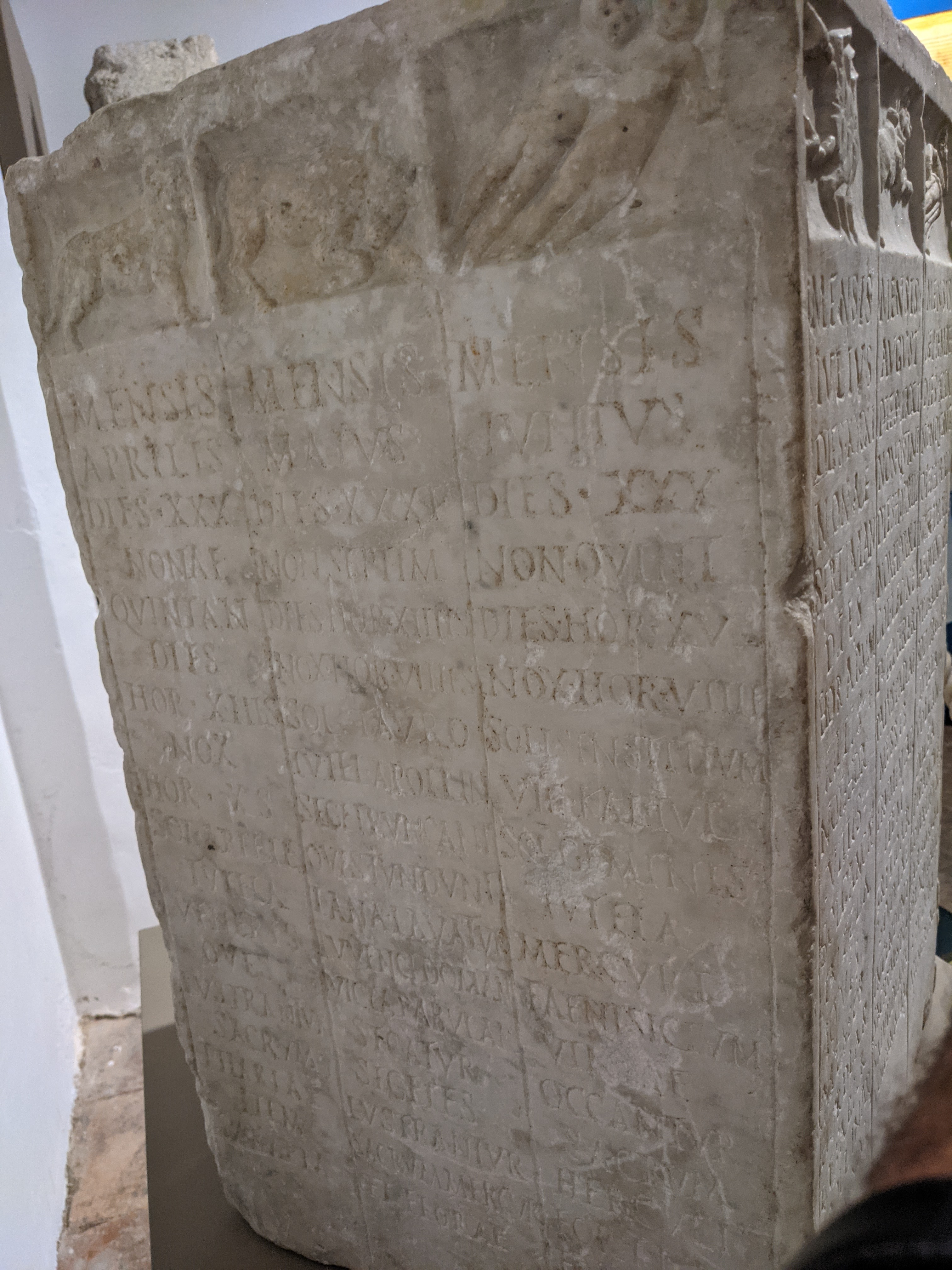
Apr-Iun
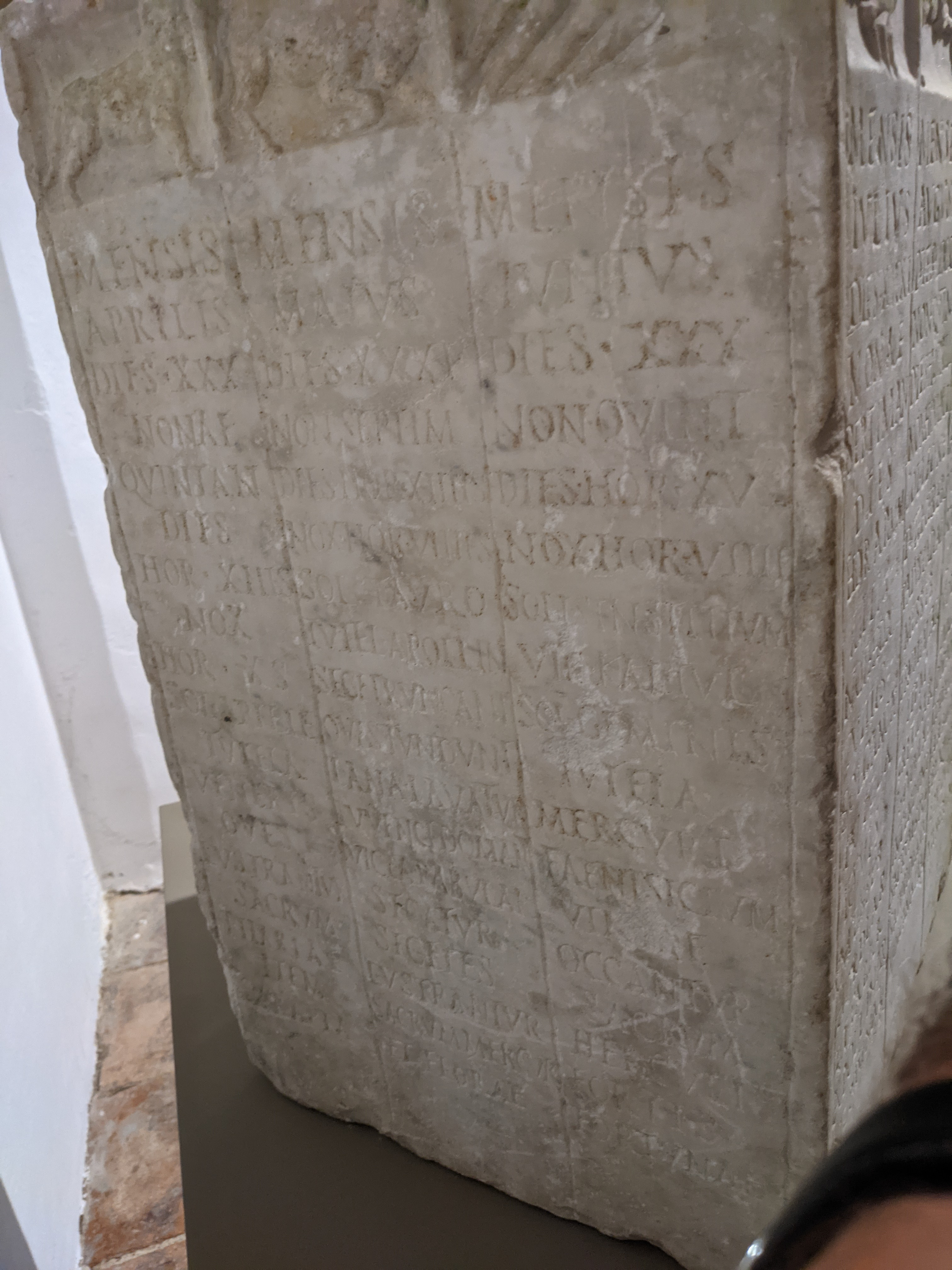
Apr-Iun
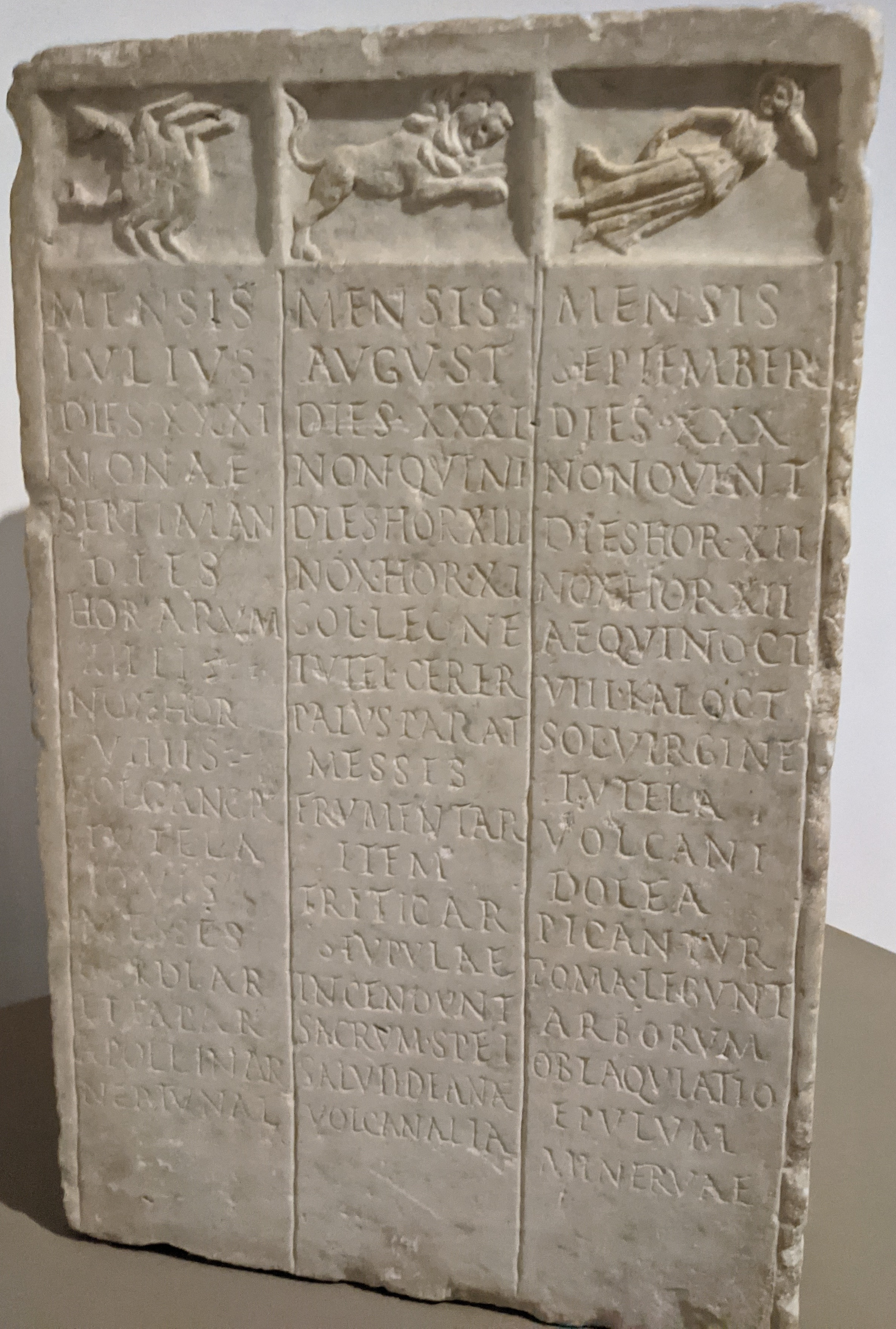
Iul-Sep
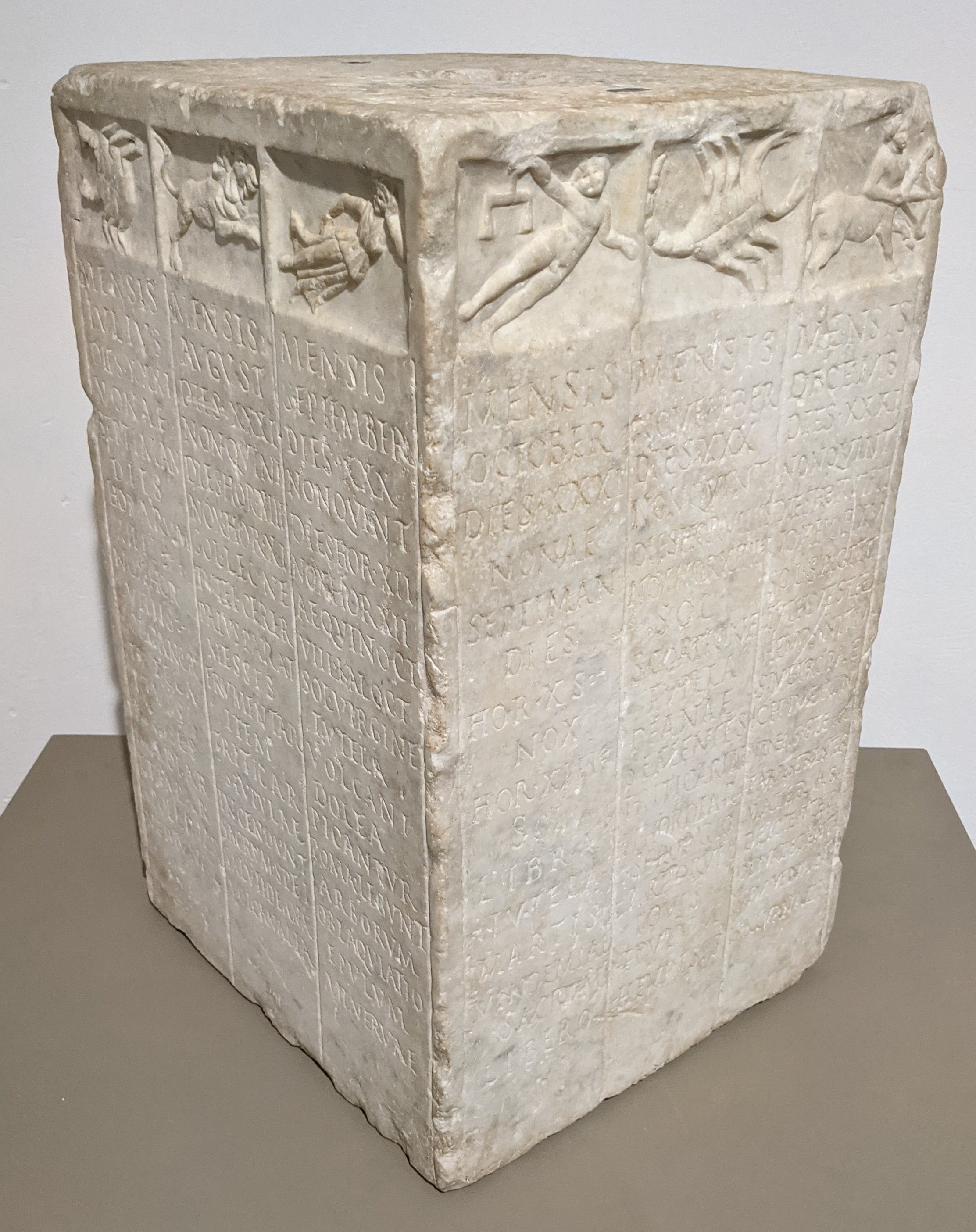
Iul-Sep Oct-Dec
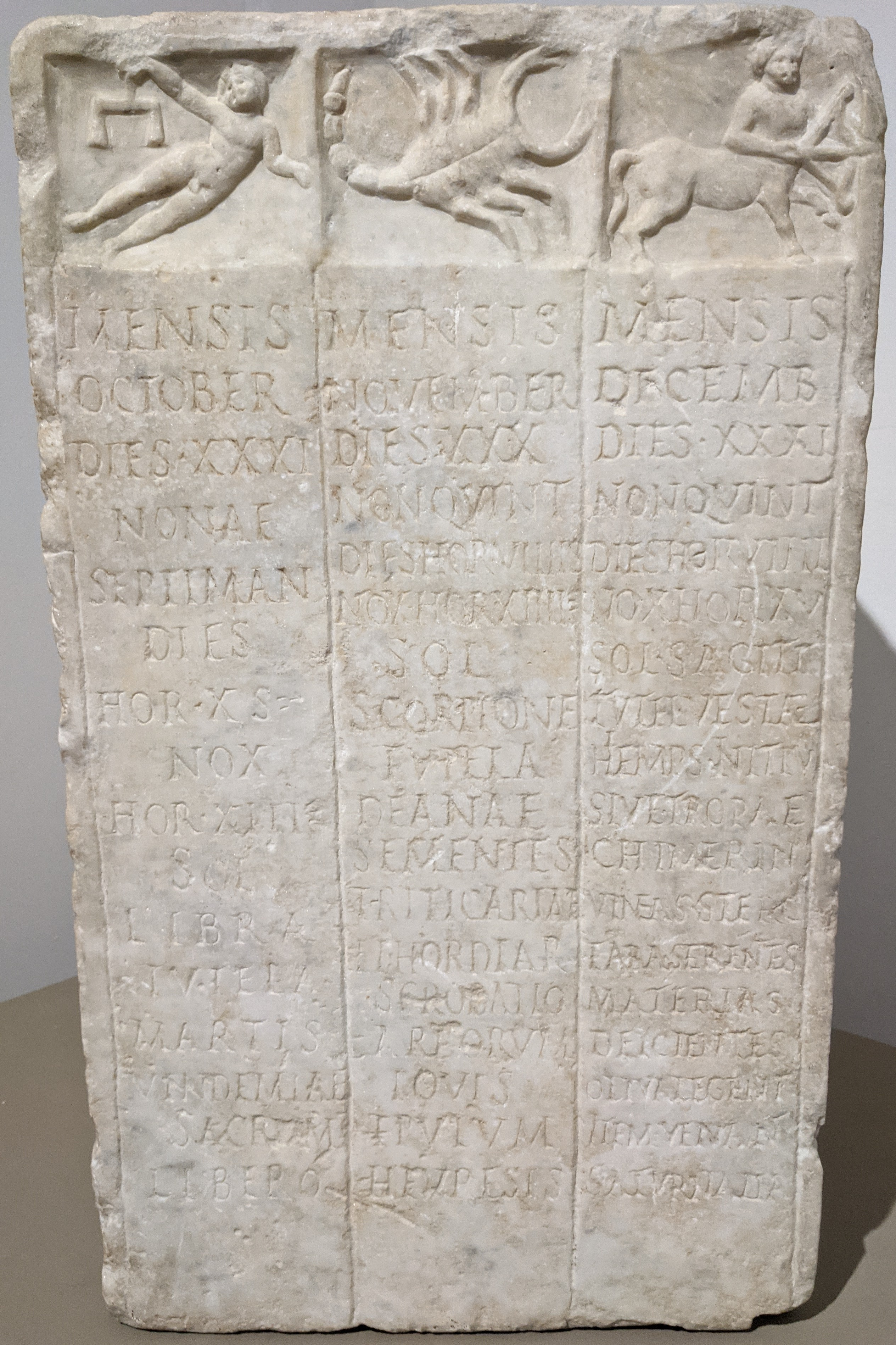
Oct-Dec

## LeMenologium rusticum Vallense
Ce ménologe tire son nom du fait qu'il a appartenu jadis à la famille Della Valle. Il a été décrit notamment par l'humaniste Giulio Pomponio Leto (1428-1497).

## Éditions
- Corpus Inscriptionum Latinarum, I2, n° 280-281 ; VI, n° 2305-2306.
- Attilio Degrassi, Inscriptiones Italiae.– 13 : Fasti et elogia. Fasciculus 2 : Fasti anni Numani et Iuliani, accedunt ferialia, menologia rustica, parapegmata, Rome, Libreria delle Stato, 1963, p. 284-298.